# Patrick Howald
Patrick Howald (* 26. Dezember 1969 in Bern) ist ein ehemaliger Schweizer Eishockeyspieler, der während seiner aktiven Laufbahn für den SC Bern, HC Lugano und Fribourg-Gottéron in der Nationalliga A gespielt hat und mit den Stadtbernern vier Mal die Schweizer Meisterschaft gewann.

## Karriere
Der auf der Position des linken Flügelstürmers agierende Patrick Howald spielte ab 1986 für den SC Bern in der Nationalliga A. Howald, der sich rasch als Stammspieler etabliert hatte, gewann mit dem Stadtberner Club in der Saison 1988/89 seine erste Schweizer Meisterschaft unter Cheftrainer Bill Gilligan. Es folgten die Titelgewinne in den Jahren 1991 und 1992. Nach sechs Jahren im Dress des SC Bern verliess der Linksschütze die Berner und wechselte zum HC Lugano, für den er zwei Saisons bestritt. Während dieser Zeit wurde er beim NHL Entry Draft 1993 in der elften Runde an insgesamt 276. Position von den Los Angeles Kings ausgewählt. Anschliessend folgte die Rückkehr zum SC Bern, mit dem er 1997 seine vierte Schweizer Meisterschaft errang. Seine Profilaufbahn liess der Berner von 2001 bis 2005 bei Fribourg-Gottéron ausklingen. Insgesamt absolvierte er 845 NLA-Partien und erzielte 305 Tore und 273 Torvorlagen.
Die Trikotnummer 22 des langjährigen SCB-Stürmers wurde vom Club gesperrt und unters Hallendach der PostFinance-Arena gehängt.

### International
Für die Schweiz absolvierte Howald insgesamt 119 Länderspiele und vertrat sein Heimatland bei mehreren Weltmeisterschaften. Ausserdem nahm er für die Eisgenossen an den Olympischen Winterspielen 1992 teil, bei denen er in sieben Partien auflief und vier Tore und drei Torvorlagen erzielte. Die Schweiz beendete das Turnier auf dem zehnten Endrang. Sein grösster Erfolg mit der Nationalmannschaft war das Erreichen des vierten Platzes bei der Weltmeisterschaft 1992.

## Erfolge und Auszeichnungen
- 1989 Schweizer Meister mit dem SC Bern
- 1991 Schweizer Meister mit dem SC Bern
- 1992 Schweizer Meister mit dem SC Bern
- 1997 Schweizer Meister mit dem SC Bern

### International
- 1989 All-Star-Team der B-Junioren-Weltmeisterschaft